# Danh sách cầu thủ tham dự Cúp bóng đá Trung Mỹ 1997
Đây là danh sách các đội hình tham dự Cúp bóng đá Trung Mỹ 1997 ở Guatemala, từ 16 đến 27 tháng 4 năm 1997.

## Bảng A

### Costa Rica
Huấn luyện viên:  Horacio Cordero
| Số | Vt | Cầu thủ                  | Ngày sinh (tuổi) | Số trận | Câu lạc bộ |
| -- | -- | ------------------------ | ---------------- | ------- | ---------- |
|    | TM | Erick Lonnis             |                  |         |            |
|    | TM | Hermidio Barrantes       |                  |         |            |
|    | HV | Austin Berry             |                  |         |            |
|    | HV | Javier Delgado           |                  |         |            |
|    | HV | Rónald González          |                  |         |            |
|    | HV | Luis Marín               |                  |         |            |
|    | HV | Hárold Wallace           |                  |         |            |
|    | HV | Mauricio Wright          |                  |         |            |
|    | TV | Benjamín Mayorga         |                  |         |            |
|    | TV | Wílmer López             |                  |         |            |
|    | TV | Oscar Ramírez            |                  |         |            |
|    | TV | Joaquín Bernardo Guillén |                  |         |            |
|    | TV | Heriberto Quirós         |                  |         |            |
|    | TV | Luis Diego Arnáez        |                  |         |            |
|    | TĐ | Rolando Fonseca          |                  |         |            |
|    | TĐ | Gérald Drummond          |                  |         |            |
|    | TĐ | Norman Gómez             |                  |         |            |
|    | TĐ | Allan Oviedo             |                  |         |            |

### Guatemala
Huấn luyện viên:  Miguel Brindisi
| Số | Vt | Cầu thủ           | Ngày sinh (tuổi)            | Số trận | Câu lạc bộ              |
| -- | -- | ----------------- | --------------------------- | ------- | ----------------------- |
|    | TM | Edgar Estrada     | 16 tháng 11, 1967 (29 tuổi) | 24      | CSD Comunicaciones      |
|    | TM | Vinicio Ovando    | 1 tháng 12, 1976 (20 tuổi)  | 3       | CSD Municipal           |
|    | HV | Erick Miranda     | 17 tháng 12, 1971 (25 tuổi) | 21      | CSD Comunicaciones      |
|    | HV | Nelson Cáceres    | 19 tháng 3, 1974 (22 tuổi)  | 1       | CSD Comunicaciones      |
|    | HV | Rolando Cedeño    | 4 tháng 6, 1971 (25 tuổi)   | 1       | Deportivo Chimaltenango |
|    | HV | Iván León         | 3 tháng 3, 1967 (29 tuổi)   | 23      | CSD Comunicaciones      |
|    | HV | German Ruano      | 17 tháng 10, 1971 (25 tuổi) | 19      | CSD Municipal           |
|    | TV | Julio Girón       | 2 tháng 3, 1970 (26 tuổi)   | 31      | Aurora FC               |
|    | TV | Martín Machón     | 4 tháng 2, 1973 (24 tuổi)   | 22      | Los Angeles Galaxy      |
|    | TV | Juan Manuel Funes | 16 tháng 5, 1966 (30 tuổi)  |         | CSD Comunicaciones      |
|    | HV | Víctor Gómez      | 5 tháng 10, 1969 (27 tuổi)  | 1       | CSD Comunicaciones      |
|    | TV | Jorge Pérez       | 4 tháng 2, 1965 (32 tuổi)   |         | Cobán Imperial          |
|    | TV | Jorge Rodas       | 9 tháng 10, 1971 (25 tuổi)  |         | CSD Comunicaciones      |
|    | TV | Edgar Valencia    | 31 tháng 3, 1971 (25 tuổi)  |         | CSD Comunicaciones      |
|    | TĐ | Julio Rodas       | 9 tháng 12, 1966 (30 tuổi)  |         | CSD Comunicaciones      |
|    | TĐ | Guillermo Ramírez | 26 tháng 3, 1978 (18 tuổi)  |         | CSD Municipal           |
|    | TĐ | Oscar Samayoa     | 8 tháng 2, 1975 (22 tuổi)   |         | CSD Comunicaciones      |
|    | TĐ | Juan Carlos Plata | 1 tháng 1, 1971 (26 tuổi)   |         | CSD Municipal           |
|    | TĐ | Edwin Westphal    | 4 tháng 3, 1966 (30 tuổi)   |         | CSD Comunicaciones      |

### Nicaragua
Huấn luyện viên:  Mauricio Cruz

## Bảng B

### El Salvador
Huấn luyện viên:  Milovan Đorić
| Số | Vt | Cầu thủ                      | Ngày sinh (tuổi) | Số trận | Câu lạc bộ       |
| -- | -- | ---------------------------- | ---------------- | ------- | ---------------- |
|    | TM | Melvin Barrera               |                  |         | C.D. Aguila      |
|    | TM | Alvaro Misael Alfaro         |                  |         | Luis Ángel Firpo |
|    | HV | William Osorio               |                  |         | Luis Ángel Firpo |
|    | HV | Armando Argueta              |                  |         | ADET             |
| 3  | HV | Leonel Cárcamo               |                  |         | Luis Ángel Firpo |
|    | HV | Sergio Valencia              |                  |         | C.D. Aguila      |
|    | TV | Pedro Vásquez                |                  |         | Luis Ángel Firpo |
|    | TV | Carlos García                |                  |         | Alianza F.C.     |
|    | TV | Elias Bladimir Montes        |                  |         | Alianza F.C.     |
|    | TĐ | William Iraheta              |                  |         | C.D. FAS         |
|    | TĐ | Waldir Guerra                |                  |         | C.D. Águila      |
|    | HV | Mario Meza                   |                  |         | C.D. FAS         |
|    | TV | Kilmer Jimenez               |                  |         | C.D. Aguila      |
| 20 | HV | Wilfredo Iraheta             |                  |         | C.D. Águila      |
|    |    | Roberto Hernández            |                  |         | C.D. Aguila      |
|    |    | Luis Lazo                    |                  |         | Luis Ángel Firpo |
| 6  | HV | Vladan Vićević               |                  |         | C.D. Águila      |
| 7  | TĐ | William Renderos             |                  |         | C.D. FAS         |
|    |    | Erber Burgos                 |                  |         | C.D. FAS         |
|    |    | Guillermo García             |                  |         | El Roble         |
|    |    | José Alexander Amaya del Cid |                  |         | C.D. Águila      |
|    | TĐ | Jaime Reyna                  |                  |         | ADET             |
|    | HV | Daniel Sagastizado           |                  |         | Atletico Balboa  |

### Honduras
Huấn luyện viên:  Ramón Maradiaga
| Số | Vt | Cầu thủ          | Ngày sinh (tuổi)            | Số trận | Câu lạc bộ     |
| -- | -- | ---------------- | --------------------------- | ------- | -------------- |
|    | TM | Víctor Coello    | 10 tháng 4, 1974 (23 tuổi)  |         | Platense       |
|    | HV | Hernaín Arzú     |                             |         | Motagua        |
|    | HV | Fabio Ulloa      | 20 tháng 8, 1976 (20 tuổi)  |         | Olimpia        |
|    | HV | Ninrod Medina    | 26 tháng 8, 1976 (20 tuổi)  |         | Motagua        |
|    | HV | Javier Martínez  | 6 tháng 12, 1971 (25 tuổi)  |         | Cobán Imperial |
|    | HV | Abel Rodríguez   |                             |         | Platense       |
|    | TV | Wilmer Peralta   | Bản mẫu:Bith date age       |         | Olimpia        |
|    | TV | Amado Guevara    | 2 tháng 5, 1976 (20 tuổi)   |         | Motagua        |
|    | TV | Antonio Arita    |                             |         | Platense       |
|    | TV | Mario Chirinos   |                             |         | Motagua        |
|    | TV | Fabricio Pérez   |                             |         | Motagua        |
|    | TV | Ramón Romero     |                             |         | Motagua        |
|    | TĐ | Camilo Bonilla   |                             |         | Real España    |
|    | TĐ | Milton Núñez     | 30 tháng 11, 1972 (24 tuổi) |         | Real España    |
|    | TĐ | Wilmer Velásquez | 28 tháng 4, 1972 (24 tuổi)  |         | Olimpia        |
|    | TĐ | Eduardo Arriola  |                             |         | Olimpia        |
|    | TĐ | Enrique Centeno  |                             |         | Victoria       |

### Panama
Huấn luyện viên:  Oscar Aristizábal